# Riverview (Wayne County)
Riverview ist eine Stadt im Wayne County von Michigan in den Vereinigten Staaten. Riverview ist ein Vorort von Detroit und Teil der Metro Detroit. Laut dem United States Census Bureau hat die Stadt eine Gesamtfläche von 12,1 km² mit 12.490 Einwohnern im Jahr 2020.

## Geschichte
Die Schlacht von Monguagon am 9. August 1812 zwischen den Vereinigten Staaten und einer britisch-indianischen Koalition fand im heutigen Riverview statt. Die amerikanischen Ureinwohner wurden von dem berühmten Shawnee-Krieger Tecumseh angeführt, der bei dem Gefecht verwundet wurde. Die US-Truppen errangen einen taktischen Sieg bei Monguagon, erlitten aber eine strategische Niederlage, als sie nach dem Kampf nach Detroit zurückkehrten, ohne ihre Versorgungslinie nach Ohio wieder zu öffnen. Ein Großteil des Ortes bleibt unbebaut in einer Grünanlage, die im Norden von der Pennsylvania Road, im Süden von der Colvin Street, im Osten von der Electric Avenue und im Westen vom Vreeland Park begrenzt wird, der ebenfalls Teil des Schlachtfeldes ist.
Im Jahr 1950 erstreckte sich Riverview nur bis zum westlichen Ende der beiden nördlichen Grenzen Trentons. Der Rest des heutigen Riverview war zu diesem Zeitpunkt noch Teil des gemeindefreien Monguagon. Riverview wurde 1923 als Dorf gegründet und 1959 in eine Stadt umgewandelt. In den 1950er und 1960er Jahren, während des Kalten Krieges, betrieb das Verteidigungsministerium (durch die United States Army) die Nike-Raketenabschussanlage D-54 auf dem Gelände des heutigen Young Patriot's Park. Der IFC-Standort (Integrated Fire Control) befand sich auf dem Gelände des heutigen Rivergate Nursing Home and Terrace. Eine Nike Hercules-Rakete ist am ehemaligen D-54/55 Doppel-Nike-Standort ausgestellt.

## Demografie
Nach einer Schätzung von 2019 leben in Riverview 12.032 Menschen. Die Bevölkerung teilt sich auf in 94,2 % Weiße, 3,6 % Afroamerikaner, 0,1 % amerikanische Ureinwohner, 0,2 % Asiaten und 1,0 % mit zwei oder mehr Ethnizitäten. Hispanics und Latinos aller Ethnien machten 5,7 % der Bevölkerung aus. Das mittlere Haushaltseinkommen lag bei 58.246 US-Dollar und die Armutsquote bei 8,4 %.